# Liste von Söhnen und Töchtern der Stadt Setúbal
Die folgende Liste enthält in der portugiesischen Stadt Setúbal geborene Persönlichkeiten, chronologisch aufgelistet nach ihrem Geburtsjahr. Die Liste erhebt keinen Anspruch auf Vollständigkeit.

## Bis 1900

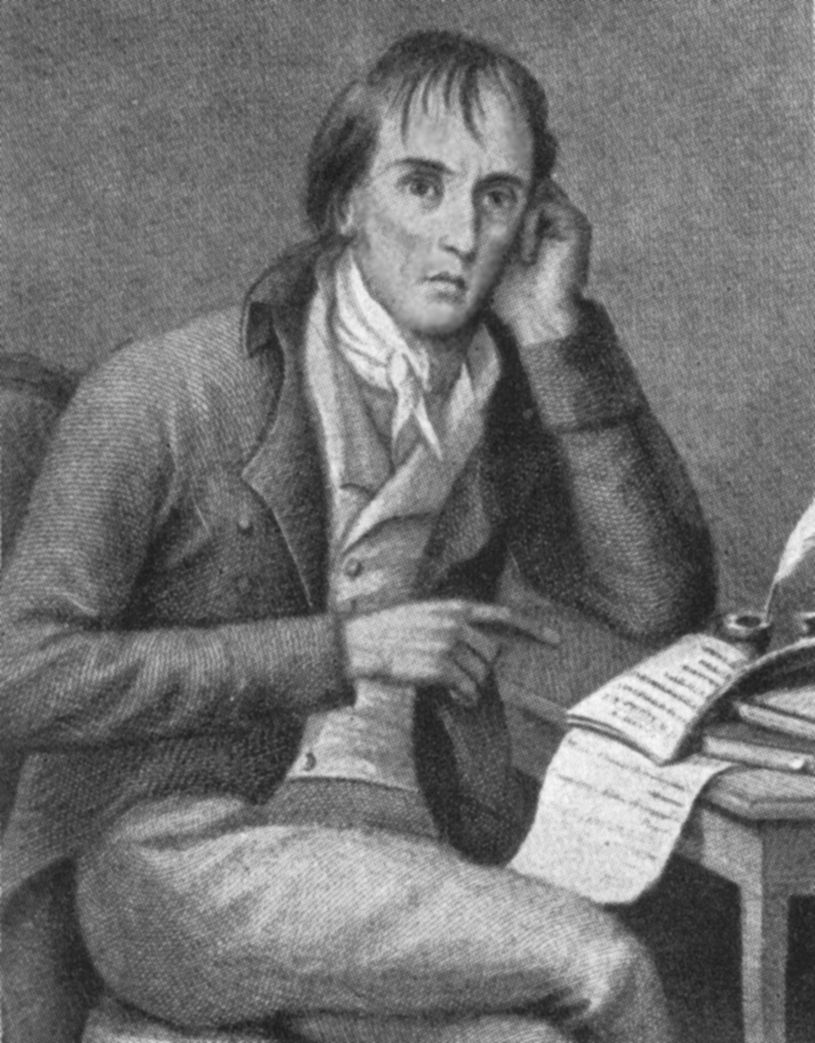
Manuel Maria Barbosa du Bocage

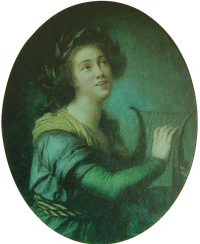
La Todi, Gemälde von Élisabeth Vigée-Lebrun (1785)

- Filipe de Magalhães (1571–1652), Komponist (sakrale Polyphonie)
- Pedro de Lencastre (1608–1673), Herzog von Aveiro
- José Barros e Vasconcelos (1721–1793), Militär und Wissenschaftler
- Luísa Todi (1753–1833), Opern-Sängerin
- Manoel Maria de Barbosa du Bocage (1765–1805), bedeutender Dichter des 18. Jahrhunderts
- António José da Silva Paulet (1778–1837), Militäringenieur, Stadtplaner von Fortaleza (Bras.)
- Joaquim Silvestre Serrão (1801–1877), geistlicher Organist und Komponist
- Francisco Augusto Flamengo (1852–1915), Maler
- Frederico Nascimento (1852–1924), Violinist, Harmonielehrer, Musikwissenschaftler
- João Vaz (1859–1931), Maler
- Manuel Fran Paxeco (1874–1952), Journalist, Diplomat und Autor
- José Carlos Rates (1879–1961), erster Vorsitzender der Kommunistischen Partei Portugals, später ausgeschlossen
- Maria Olga de Moraes Sarmento da Silveira (1881–1948), Schriftstellerin und Frauenrechtlerin

## 1901 bis 1970

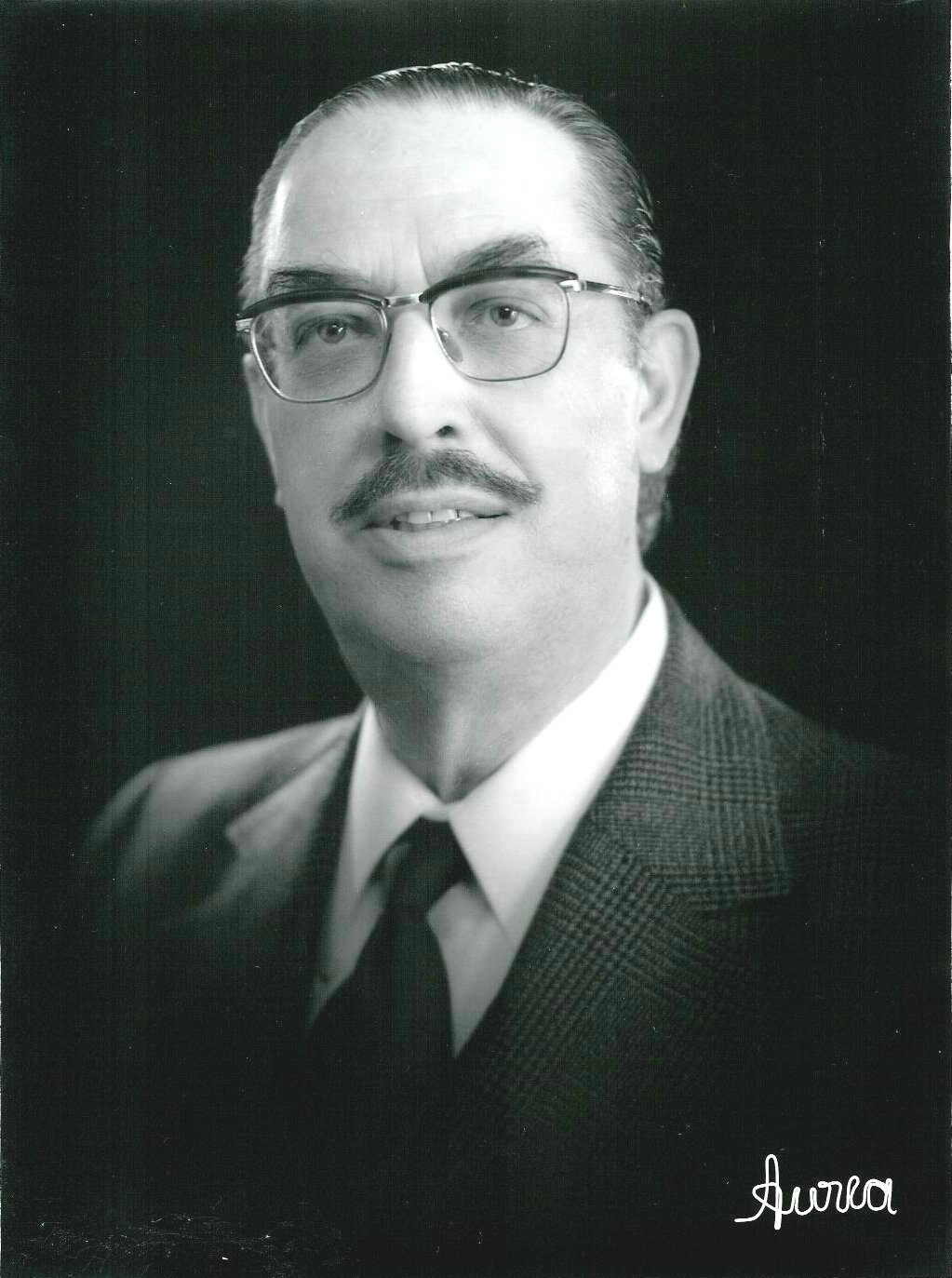
Schachspieler Rui Nascimento (1964)

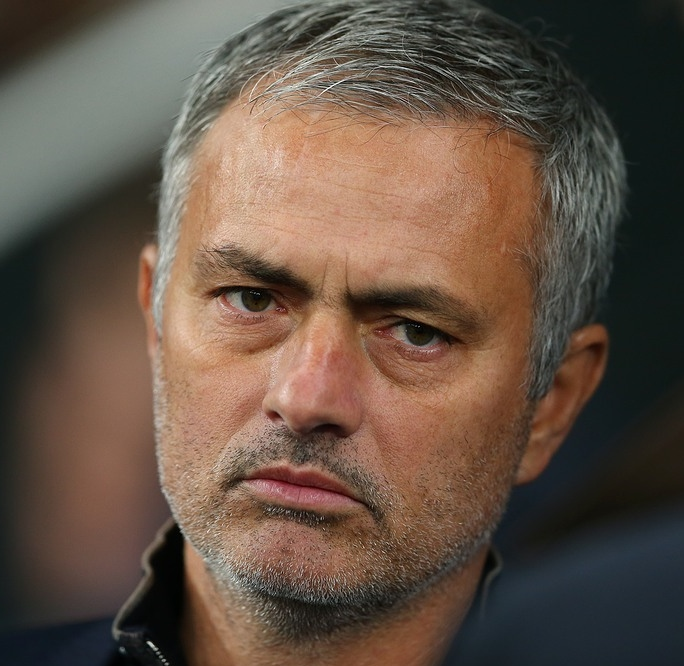
José Mourinho (2015)

- Américo Ribeiro (1906–1992), Fotograf
- Luciano dos Santos (1911–2006), Maler
- Rui de Carvalho Nascimento (1914–2012), Schachspieler und Schachautor
- Sebastião da Gama (1924–1952), Lyriker und Pädagoge
- Lima de Freitas (1927–1998), Maler, Zeichner und Autor
- Charles Correia (1930–1988), französisch-portugiesischer Bildhauer
- António Osório (* 1933), Schriftsteller
- Carlos da Silva (1934–2008), Filmregisseur und Filmproduzent
- Rui Machete (* 1940), PSD-Politiker, mehrfacher Minister
- Jaime Graça (1942–2012), Fußballspieler
- José Viriato Soromenho-Ramos (1944–2016), Hochschullehrer, intern. Verwaltungs-/Finanzbeamter
- Vítor Baptista (1948–1999), Fußballspieler
- Mário Contumélias (* 1948), Journalist, Liedtexter und Schriftsteller
- Carlos Valente (1948–2024), internationaler Fußball-Schiedsrichter
- Luís Vicente (* 1953), Theaterregisseur
- Mariana Aiveca (* 1954), Politikerin des BE
- Toy, Sänger
- Luís Aleluia (* 1960), Schauspieler
- Luís Sobrinho (* 1961), Fußballspieler
- João Cabeçadas (* 1961), Segler, im Alinghi-Team
- José Mourinho (* 1963), Fußballtrainer
- Manuela Couto (* 1964), Schauspielerin und Synchronsprecherin
- Cristina Cavalinhos (* 1965), Schauspielerin
- Nuno Gama (* 1966), Modedesigner
- Fernando Mendes (* 1966), Fußballspieler
- Luís Buchinho (1969), Modedesigner

## Ab 1971

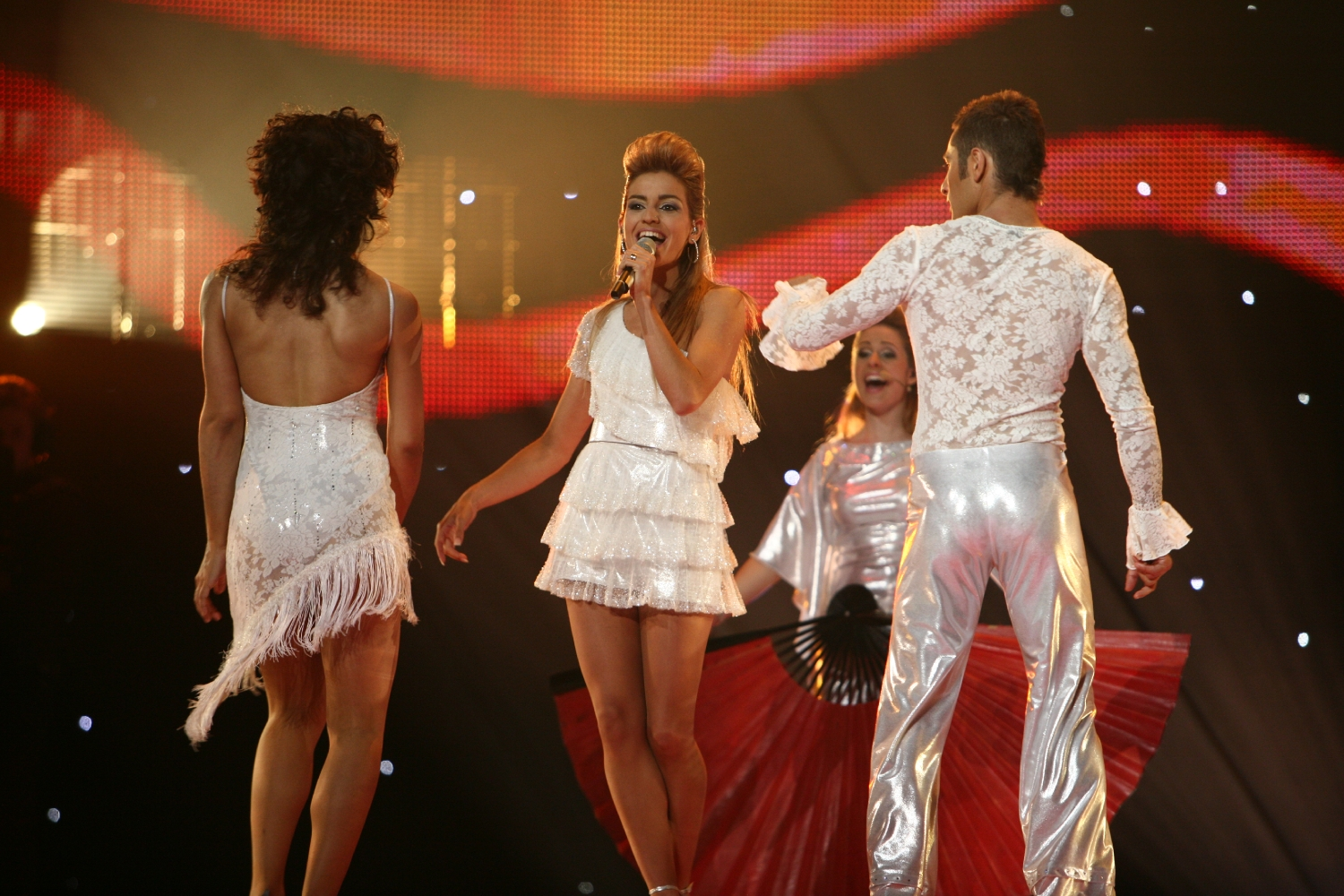
Sabrina beim Eurovision Song Contest 2007 in Helsinki

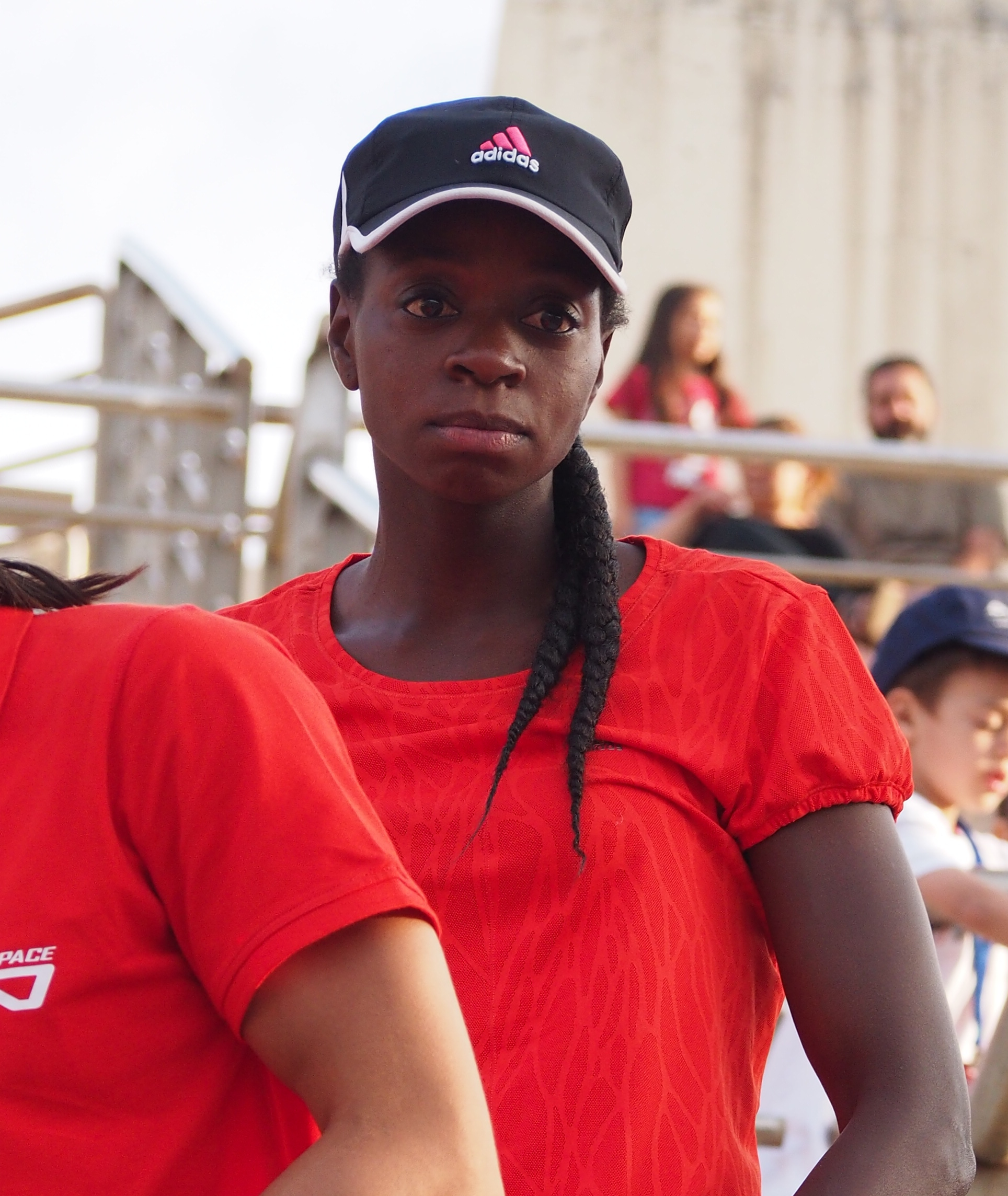
Leichtathletin Susana Costa (2015)

- Vicente Alves do Ó (* 1972), Regisseur und Drehbuchautor
- Paulo César (* 1972), Fotograf
- Marcos Santos (* 1974), Opernsänger (Tenor)
- Bruno Ribeiro (* 1975), Fußballspieler und -trainer
- Bruno Lage (* 1976), Fußballtrainer
- Nuno Frechaut (* 1977), Fußballspieler
- Sandro Mendes (* 1977), Fußballspieler, PSD-Kommunalpolitiker
- Sofia Vitória (* 1979), Sängerin
- Ernesto da Conceição Soares (* 1979), Fußballspieler
- Ricardo Pateiro (* 1980), Fußballspieler
- Manú (* 1982), Fußballspieler
- Sabrina (Teresa Villa-Lobos, * 1982), Sängerin
- Neuza Silva (* 1983), Tennisspielerin
- Paulo de Pina (* 1983), Fußballspieler, kapverdischer Nationalspieler
- Susana Costa (* 1984), olympische Leichtathletin
- Sara Prata (* 1984), Schauspielerin und Model
- Paulo Ribeiro (* 1984), Fußballtorwart
- Marco Soares (* 1984), Fußballspieler, kapverdischer Nationalspieler
- José Semedo (* 1985), Fußballspieler
- Ricardo Batista (* 1986), Fußballtorwart
- Feliciano Condesso (* 1987), Fußballspieler
- João Diogo Serpa Meira (* 1987), Fußballspieler
- Zequinha (José Egas dos Santos Branco, * 1987), Fußballspieler
- Joana Barradas (* 1991), Schauspielerin und Sängerin
- Rúben Vezo (* 1994), Fußballspieler
- Carolina Lino (* 1996), Schauspielerin
- João Miguel Melo Oliveira (* 1998), Fußballspieler
- Manuel Gaspar (* 1998), Handballspieler
- Rafael Fernandes (* 2002), Fußballspieler